# Channel Zero (revista em quadrinhos)
Channel Zero é uma graphic novel escrita e desenhada por Brian Wood. Lançada inicialmente em 1997, a série é protagonizada por Jennie 2.5, uma jornalista que, num futuro próximo, trabalha em Nova Iorque num mundo onde a mídia é excessivamente controlada pelo governo. As cinco edições originais foram reunidas em um volume encadernado em 2000, e a personagem Jennie 2.5 figurou posteriormente em outros trabalhos de Wood, como a série The Couriers e as sequências de Channel Zero: Jennie One e Public Domain. 

## Publicação e continuidade
Channel Zero foi publicada como minissérie em 1997, pela Image Comics. Em 2000, a editora AiT/Planet Lar lançou uma volume colecionando todas as edições e, em 2002 e 2003, foram lançados Public Domain: A Channel Zero Design Book e Channel Zero: Jennie One.

## Repercussão
Matthew Shaer, crítico do jornal The Village Voice, viu na série reminiscências de William Gibson, e Keith Giles, do site especializado em histórias em quadrinhos Comic Book Resources, declarou que Channel Zero teria sido a série responsável por "estabelecer [Wood] desde cedo como um talentoso artista e escritor que deveria ser acompanhado".